# Jenynsia lineata
Jenynsia lineata, denominado comúnmente listado, listadito, orillero, madrecita, morenita, etc., es una especie de pez del género Jenynsia, perteneciente a la familia de los anabléptidos. Se distribuye en el centro-este y centro-sur de Sudamérica.

## Taxonomía
Esta especie fue descrita originalmente en el año 1842 por el naturalista inglés Leonard Jenyns.
Localidad tipo
La localidad tipo en la descripción original es ‘‘Maldonado, Uruguay”; recién fue precisada en el año 2007, ubicándola en: “laguna del Diario, en las coordenadas: 34°54′S 55°00′O / -34.900, -55.000, departamento de Maldonado, Uruguay”.
Esta laguna, de una superficie de 200 hectáreas, está ubicada casi a nivel del mar, próxima a las ciudades de Maldonado y Punta del Este, situándose entre las paradas 39 y 40 de la Ruta N.º 10 Juan Díaz de Solís. Un cordón de tierra de cerca de 50 metros —sobre el cual discurre la Ruta Interbalnearia— la separa del Río de la Plata (aquí, casi todo el año ya con aguas similares al mar).
Ejemplar tipo
Los sintipos son: BMNH 1843·2·8·43 (3) y BMNH 1917·7·14·20–23 (4). Fueron depositados en el Museo Británico y luego transferidos al Museo de Historia Natural, de Londres.
La serie tipo fue coleccionada por el naturalista inglés Charles Robert Darwin durante la prolongada estadía en la zona —que comprendió desde el 29 de abril al 7 de julio de 1833—, como parte de su célebre viaje alrededor del mundo, a bordo del bergantín HMS Beagle.

## Descripción

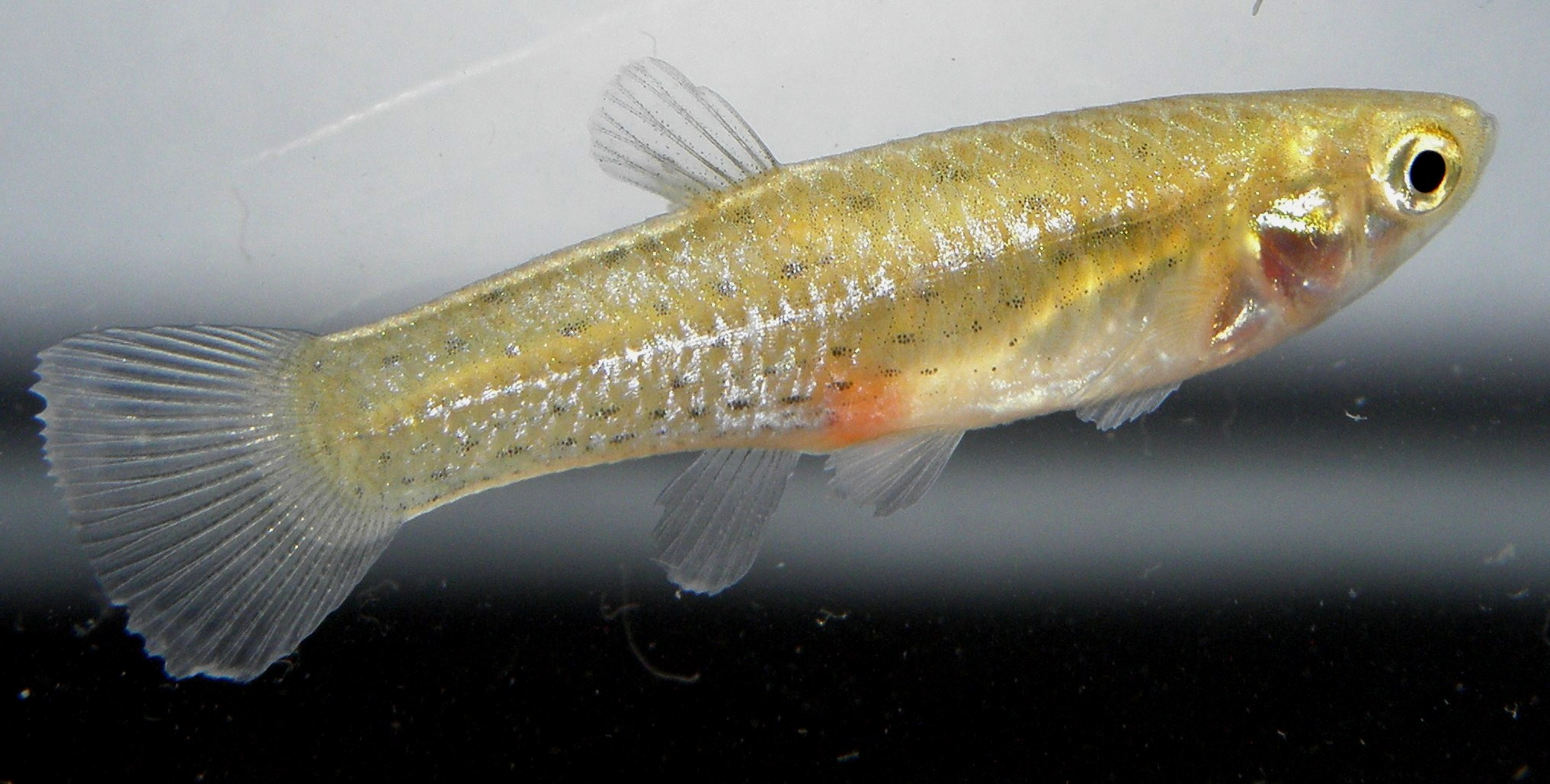
Listado (Jenynsia lineata).

Como otras especies del género Jenynsia, se caracteriza por presentar un gonopodio tubular formado por los radios anales 3º, 6º y 7º —el cual está asociado con un ducto espermático— y por tener los ejemplares adultos dientes de oclusión tricúspide en la mandíbula. El color del cuerpo es gris-verdoso claro; en los lados muestra 6 a 8 líneas oscuras y finas, o rayas longitudinales punteadas. Las aletas son incoloras. Ambos sexos presentan la misma coloración. La hembra no fertilizada tiene un punto anaranjado situado a la derecha o la izquierda de la aleta anal. El macho es bastante más delgado y pequeño que la hembra, que mide 6,6 cm. 

## Caracterización, relaciones filogenéticas e historia taxonómica
Además de diferir en el conjunto de estados de carácter, Jenynsia lineata se separa de J. darwini por tener esta última 26 sustituciones de nucleótidos en el gen mitocondrial citocromo c oxidasa I. Jenynsia lineata pertenece al subgénero Jenynsia.
Jenynsia multidentata fue tratada como un sinónimo más moderno de J. lineata por S. Garman en el año 1897, lo cual fue seguido por los distintos autores por casi un siglo, hasta que en el año 1996 M. J. Ghedotti y S. H. Weitzman la revalidaron como especie plena, sobre la base de mínimas diferencias en el patrón cromático, al señalar que J. multidentata carece de una nítida mancha redondeada sobre la región dorsal de la base de aleta pectoral, la cual sí exhibiría J. lineata. Sin embargo, este rasgo es sumamente variable, habiendo ejemplares que no la presentan y otros que la poseen solo en uno de sus lados (el izquierdo o el derecho).
Mediante el análisis filogenético del género Jenynsia basado en caracteres morfológicos, al analizar el ictiólogo Pedro Fasura Amorim en el año 2018 las divisiones taxonómicas dentro del “complejo de especies Jenynsia lineata” utilizando tres métodos diferentes de delimitación de especies, determinó que Jenynsia multidentata es un sinónimo más moderno J. lineata.

## Distribución y hábitat
De todas las especies del género Jenynsia, J. lineata es la que posee la mayor distribución, cubriendo ampliamente el centro-este y centro-sur de América del Sur, con poblaciones en buena parte de la cuenca del Plata, en la cuenca de las lagunas Patos-Merín, en cuencas arreicas del centro y noroeste argentino y en tributarios atlánticos. Se distribuye por el norte desde la laguna Araruama en Brasil, también lo hace en el Uruguay y en gran parte de la Argentina, desde el nivel del mar hasta una altitud de 1200 m s. n. m. en la provincia de Tucumán, llegando por el sur hasta la provincia de Río Negro, en el sector septentrional de la Patagonia argentina.
Esta es una especie de reconocida eurihalinidad. Habita tanto en biotopos de agua dulce como salobre desde climas templado-fríos hasta templado-cálidos. En algunas ocasiones se ha encontrado a este pez viviendo en agua de mar, junto al borde costero y en pozas de marea entre las rocas.